# Термодинамічні дослідження свердловин
Термодинамічні дослідження свердловин — дослідження свердловин, які дають можливість вивчати розподіл температури у тривалий час простоюючій свердловині (геотерма) або в працюючій свердловині (термограма). Дані досліджень використовують для визначення геотермічного градієнта, виявлення працюючих і обводнених інтервалів пласта, здійснення аналізів температурних процесів у пласті при тепловому впливі чи нагнітанні холодної води і стану вироблення запасів нафти під час заводнення, а також контролю технічного стану свердловин і роботи підземного свердловинного обладнання.
У видобувній свердловині висхідний потік рідини нагріває вищезалеглі породи, причому з часом t розподіл температури стабілізується.
Геотерму і термограми використовують під час проєктування і аналізу експлуатації свердловин.
Витрато- і термометрія свердловин дають змогу також визначити місця порушення герметичності обсадних колон, перетікання флюїдів між пластами тощо.